# Ceratobaeus flavicorpus
Ceratobaeus flavicorpus är en stekelart som beskrevs av Alan Parkhurst Dodd 1914. Ceratobaeus flavicorpus ingår i släktet Ceratobaeus och familjen Scelionidae. Inga underarter finns listade i Catalogue of Life.